# 파란마음 하얀마음
파란마음 하얀마음은 1956년 어효선에 의해 작사되고 한용희에 의해 작곡된 동요로, 2009년 기준으로 초등학교 5학년 일부 검정 교과서에 수록되어 있다.